# Kay Haganová
Kay Ruthven Haganová (Hagan, 26. května 1953, Shelby, NC – 28. října 2019, Greensboro, NC) byla americká právnička, bankéřka a politička za Demokratickou stranu. V letech 2009–2015 byla senátorkou USA za stát Severní Karolínu. Byla považována za umírněnou političku.
Její strýc Lawton Chiles byl v letech 1971–1989 senátorem Senátu USA za Floridu a později guvernérem Floridy. Haganová byla vdaná za Charlese Hagana, s nímž měla tři děti. V prosinci 2016 onemocněla encefalitidou, v důsledku níž v říjnu roku 2019 zemřela.